# Stefano Belluzzi
Stefano Belluzzi (Trento, 14 maggio 1959) è un contrabbassista e cantautore italiano.

## Biografia
Stefano Belluzzi è un contrabbassista jazz, autore e cantautore che collabora con artisti italiani e stranieri.
Compone le musiche per importanti spot pubblicitari di celebri brand, quali Parmacotto, creme solari Bilboa, Collant Levante, Profumi Givenchy e altri ancora.
Come cantautore pubblica due album con l'etichetta WEA Italiana, Sono note inutili? (1994), con la produzione artistica di Luciano Ligabue e Sono rosso di nascita (1996).
Nello stesso periodo interpreta ed incide il brano “Ho capito che ti amo” di Luigi Tenco, incluso nella compilation Quando, sempre edita dalla WEA Italiana, che presenta dal vivo prima alle manifestazioni Premio Tenco e Premio Recanati.
Come musicista partecipa a trasmissioni televisive come Roxy Bar, Maurizio Costanzo Show e Segnali di Fumo oltre a diverse trasmissioni radiofoniche come Rai Radio 2.
Nel 2002 apre il concerto di Elvis Costello al Foro Italico di Roma.
Con la produzione di Claudio Maioli, pubblica i singoli Che ora è? e Solo a matita.
Nel 2010 pubblica l'album Voilà, contenente il singolo Ho diritto al mio panico, sempre prodotto da Claudio Maioli.
Nel 2020 pubblica l'album Ridi, composto da 6 brani registrati in studio, col supporto della produzione di Fabio Ferraboschi e A-Z Press.
L'omonimo singolo è in rotazione sulle radio italiane, anche nella versione electro-swing remix,si trova anche su Spotify.

## Discografia
Album in studio
- 1994 - Sono note inutili?
- 1996 - Sono rosso di nascita
- 2010 - Voilà
- 2020 - Ridi

### Singoli
- 1996 - Ho capito che ti amo
- 2010 - Che ora è?
- 2010 - Solo a matita
- 2010 - Ho diritto al mio panico
- 2020 - Ridi
- 2020 - Ridi - electroswing remix